# Брейден Голтбі
Брейден Голтбі (англ. Braden Holtby, нар. 16 вересня 1989, Ллойдмінстер) — канадський хокеїст, воротар клубу НХЛ «Вашингтон Кепіталс». Гравець збірної команди Канади.
Володар Кубка Стенлі.

## Ігрова кар'єра
На юніорському рівні розпочав хокейну кар'єру 2005 року в ЗХЛ виступами в складі «Саскатун Блейдс». У складі «Блейдс» провів чотири сезони.
2008 року був обраний на драфті НХЛ під 93-м загальним номером командою «Вашингтон Кепіталс».
У сезоні 2009/10 дебютує у складі команди «Саут-Кароліна Стінгрейс» (ХЛСУ), а завершував вже в складі клубу АХЛ «Герші Берс».
5 листопада 2010 дебютує в складі «Вашингтон Кепіталс» замінивши в воротах чеха Міхала Нойвірта. За час проведений в матчі проти «Бостон Брюїнс» відбив чотири кидки, «столичні» перемогли 5:3. Через два дні Брейден в грі проти «Філадельфія Флайєрз» вийшов у стартовому складі. «Вашингтон» переміг в овертаймі 3:2. 9 березня 2011 Голтбі відіграв свій перший сухий матч проти «Едмонтон Ойлерз» відбивши 22 кидки. Незважаючи на успішну гру 27 березня був відправлений до фарм-клубу «Герші Берс», де розпочав і наступний сезон.
Завершував сезон 2011/12 у складі «кепіталс». Через травми основних голкіперів Томаша Вокоуна та Міхала Нойвірта Брейден дограє основним воротарем регулярний сезон та проводить перші матчі в кар'єрі серії плей-оф. В серії проти «Бостон Брюїнс» він виводить свою команду в півфінал, але в півфіналі, де він знову був основним столичний клуб поступився в серії «Нью-Йорк Рейнджерс».

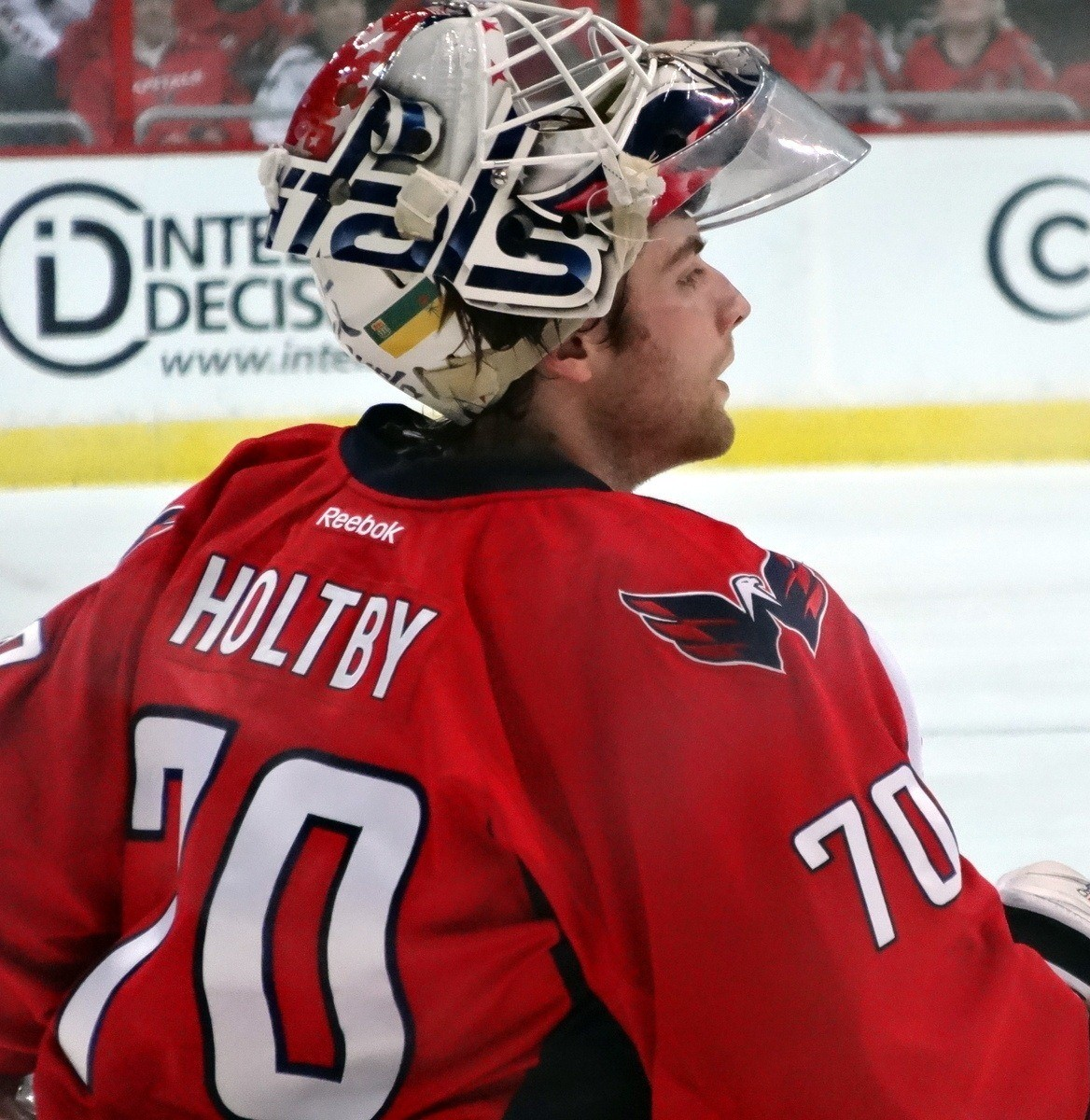
У складі «Кепіталс», 2013 рік.

25 лютого 2013 клуб продовжив з ним контракт на два роки. Сума контракту становить $ 3,7 мільйонів. 
9 січня 2015 Голтбі оновив рекорд «Вашингтон Кепіталс» за кількістю проведених матчів поспіль — 23-и. Таким чином він побив рекорд Вейна Стівенсона, який був встановлений в сезоні 1979/80. Брейден виходив на майданчик і в наступних чотирьох матчах довівши рекорд до 27-и матчів. Загалом в тому сезоні він повторив ще три клубні рекорди за кількістю матчів та перемог: 73 гри, 41 перемога, що встановив німецький воротар Олаф Кельціг в сезоні 1999—2000 років, а також рекорд сухих матчів встановлений Джимом Кері в сезоні 1995/96. Окрім цього він встановив новий рекорд за кількістю відбитих кидків — 1887. 
24 липня 2015 року Голтбі підписав з «Кепіталз» новий 5-річний контракт на суму $ 30,5 мільйонів.
У листопаді та грудні 2015 року Брейді був названий другою зіркою місяця. Він виграв 9 з 10 грудневих матчів, відбиваючи 94,7% кидків і пропускаючи 1,69 гола за гру.
9 квітня 2016, в матчі з «Сент-Луїс Блюз», Голтбі здобув свою 48-у перемогу в регулярному чемпіонаті і повторив рекорд ліги, встановлений Мартеном Бродером в сезоні 2006/07. Для цього досягнення Брейдену знадобилося 66 матчів, тоді як Бродер встановив свій рекорд, провівши в сезоні 78 матчів. За підсумками сезону Голтбі був визнаний найкращим воротарем регулярного чемпіонату і отримав Трофей Везіни.
28 березня 2017 року, Голтбі здобув свою 40-у перемогу в сезоні, «кепіталс» обіграли «Міннесота Вайлд» 5:4 в овертаймі. Ця перемога зробила Брейдена третім воротарем в історії ліги, що здобули щонайменше 40 перемог в трьох сезонів поспіль, до нього це зробили Бродер (2005—08) та Євген Набоков (2007—10).
У складі національної збірної був учасником Кубка світу 2016.

## Нагороди та досягнення
- Учасник матчу усіх зірок НХЛ — 2016, 2017.
- Трофей Везіни — 2016.
- Перша команда всіх зірок НХЛ — 2016.
- Трофей Вільяма М. Дженнінгса — 2017.
- Володар Кубка Стенлі — 2018.

## Статистика

### Регулярний сезон
| 2005–06      | «Саскатун Блейдс»         | ЗХЛ          | 1   | 0   | 1  | 0  | 59     | 4   | 53   | 0  | 4.07 | .925 |
| 2006–07      | «Саскатун Блейдс»         | ЗХЛ          | 51  | 17  | 29 | 3  | 2725   | 146 | 1394 | 0  | 3.21 | .895 |
| 2007–08      | «Саскатун Блейдс»         | ЗХЛ          | 64  | 25  | 29 | 8  | 3632   | 172 | 1875 | 1  | 2.84 | .908 |
| 2008–09      | «Саскатун Блейдс»         | ЗХЛ          | 61  | 40  | 16 | 4  | 3571   | 156 | 1732 | 6  | 2.62 | .910 |
| 2009–10      | «Саут-Кароліна Стінгрейс» | ХЛСУ         | 12  | 7   | 2  | 3  | 712    | 35  | 392  | 0  | 2.95 | .911 |
| 2009–10      | «Герші Берс»              | АХЛ          | 37  | 25  | 8  | 2  | 2146   | 83  | 1000 | 2  | 2.32 | .917 |
| 2010–11      | «Герші Берс»              | АХЛ          | 30  | 17  | 10 | 2  | 1785   | 68  | 777  | 5  | 2.29 | .920 |
| 2010–11      | «Вашингтон Кепіталс»      | НХЛ          | 14  | 10  | 2  | 2  | 735    | 22  | 332  | 2  | 1.79 | .934 |
| 2011–12      | «Герші Берс»              | АХЛ          | 40  | 20  | 15 | 2  | 2322   | 101 | 975  | 3  | 2.61 | .906 |
| 2011–12      | «Вашингтон Кепіталс»      | НХЛ          | 7   | 4   | 2  | 1  | 361    | 15  | 192  | 1  | 2.49 | .922 |
| 2012–13      | «Вашингтон Кепіталс»      | НХЛ          | 36  | 23  | 12 | 1  | 2089   | 90  | 1123 | 4  | 2.58 | .920 |
| 2013–14      | «Вашингтон Кепіталс»      | НХЛ          | 48  | 23  | 15 | 4  | 2656   | 126 | 1475 | 4  | 2.85 | .915 |
| 2014–15      | «Вашингтон Кепіталс»      | НХЛ          | 73  | 41  | 20 | 10 | 4247   | 157 | 2044 | 9  | 2.22 | .923 |
| 2015–16      | «Вашингтон Кепіталс»      | НХЛ          | 66  | 48  | 9  | 7  | 3841   | 141 | 1802 | 3  | 2.20 | .922 |
| 2016–17      | «Вашингтон Кепіталс»      | НХЛ          | 63  | 42  | 13 | 6  | 3681   | 127 | 1690 | 9  | 2.07 | .925 |
| Усього в НХЛ | Усього в НХЛ              | Усього в НХЛ | 307 | 191 | 73 | 31 | 17,611 | 678 | 8658 | 32 | 2.31 | .922 |
| Усього в АХЛ | Усього в АХЛ              | Усього в АХЛ | 107 | 62  | 32 | 6  | 6253   | 252 | 2820 | 10 | 2.36 | .918 |
| Усього в ЗХЛ | Усього в ЗХЛ              | Усього в ЗХЛ | 177 | 82  | 75 | 15 | 9987   | 478 | 5054 | 7  | 2.87 | .905 |

### Плей-оф
| 2008–09      | «Саскатун Блейдс»    | ЗХЛ          | 8  | 3  | 4  | 414  | 16  | 181  | 0 | 2.32 | .912 |
| 2009–10      | «Герші Берс»         | АХЛ          | 3  | 2  | 1  | 200  | 12  | 84   | 0 | 3.60 | .857 |
| 2011–12      | «Вашингтон Кепіталс» | НХЛ          | 14 | 7  | 7  | 922  | 30  | 459  | 0 | 1.95 | .935 |
| 2012–13      | «Вашингтон Кепіталс» | НХЛ          | 7  | 3  | 4  | 433  | 16  | 205  | 1 | 2.22 | .922 |
| 2014–15      | «Вашингтон Кепіталс» | НХЛ          | 13 | 6  | 7  | 806  | 23  | 412  | 1 | 1.71 | .944 |
| 2015–16      | «Вашингтон Кепіталс» | НХЛ          | 12 | 6  | 6  | 732  | 21  | 363  | 2 | 1.72 | .942 |
| 2016–17      | «Вашингтон Кепіталс» | НХЛ          | 13 | 7  | 6  | 804  | 33  | 364  | 0 | 2.47 | .909 |
| Усього в НХЛ | Усього в НХЛ         | Усього в НХЛ | 59 | 29 | 30 | 3696 | 123 | 1803 | 4 | 2.01 | .930 |